# Ȳ́
Cette page contient des caractères spéciaux ou non latins. S’ils s’affichent mal (▯, ?, etc.), consultez la page d’aide Unicode.
Ȳ́, ou Y macron accent aigu, est un graphème utilisé dans l’étude du vieil anglais. Il s’agit de la lettre Y diacritée d’un macron et d’un accent aigu.

## Utilisation
Dans l’étude du vieil anglais, ‹ ȳ́ › est utilisé pour transcrire une voyelle fermée antérieure arrondie longue [yː] dans la syllabe avec l’accent tonique.

## Représentations informatiques
Le Y macron accent aigu peut être représenté avec les caractères Unicode suivants :
- précomposé (supplément Latin-1, diacritiques)[1],[2] :

| formes    | représentations | chaînes de caractères | points de code | descriptions                                             |
| --------- | --------------- | --------------------- | -------------- | -------------------------------------------------------- |
| capitale  | Ȳ́               | Ȳ◌́                    | U+0232 U+0301  | lettre majuscule latine y macron diacritique accent aigu |
| minuscule | ȳ́               | ȳ◌́                    | U+0233 U+0301  | lettre minuscule latine y macron diacritique accent aigu |

- décomposé (latin de base, diacritiques) :

| formes    | représentations | chaînes de caractères | points de code       | descriptions                                                         |
| --------- | --------------- | --------------------- | -------------------- | -------------------------------------------------------------------- |
| capitale  | Ȳ́               | Y◌̄◌́                   | U+00C6 U+0304 U+0301 | lettre majuscule latine y diacritique macron diacritique accent aigu |
| minuscule | ȳ́               | y◌̄◌́                   | U+00E6 U+0304 U+0301 | lettre minuscule latine y diacritique macron diacritique accent aigu |